# Jean-Claude Lagrange
Pour les articles homonymes, voir Lagrange.

a Compétitions nationales et continentales officielles uniquement.

b Matchs officiels uniquement.
Jean-Claude Lagrange, est né le 4 décembre 1942 à Périgueux. C'est un ancien joueur de rugby à XV français, qui a joué avec l'équipe de France et au poste de centre.

## Carrière de joueur

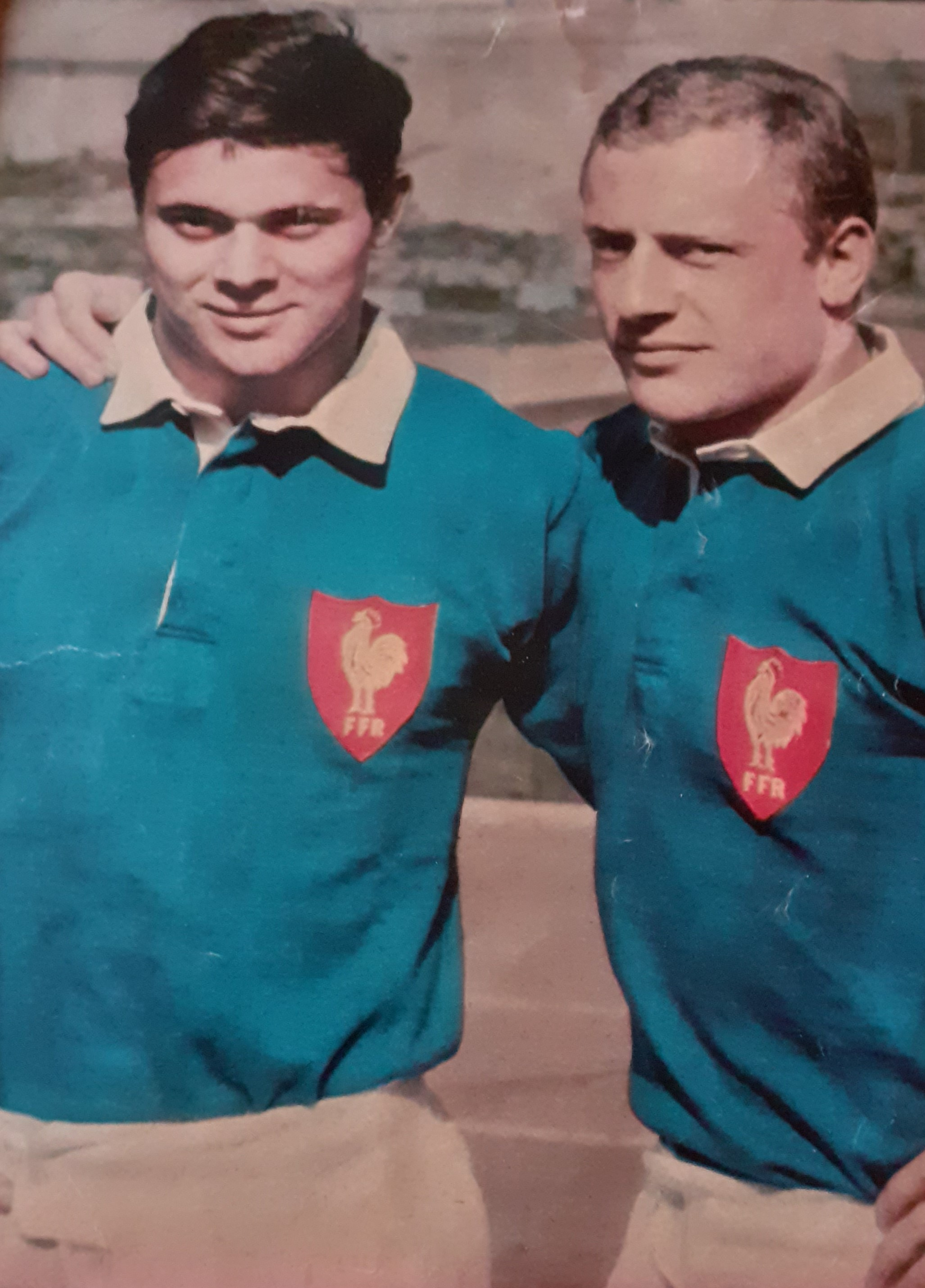
Jean-Claude Lagrange et Jo Maso.

Jean-Claude Lagrange effectue sa carrière au Racing club de France, avant de rejoindre l'Entente sportive Avignon Saint-Saturnin.
Il dispute un test match le 9 avril 1966 contre l'équipe d'Italie. 

## Palmarès
- Sélection en équipe nationale : 1